# Davos Wiesen

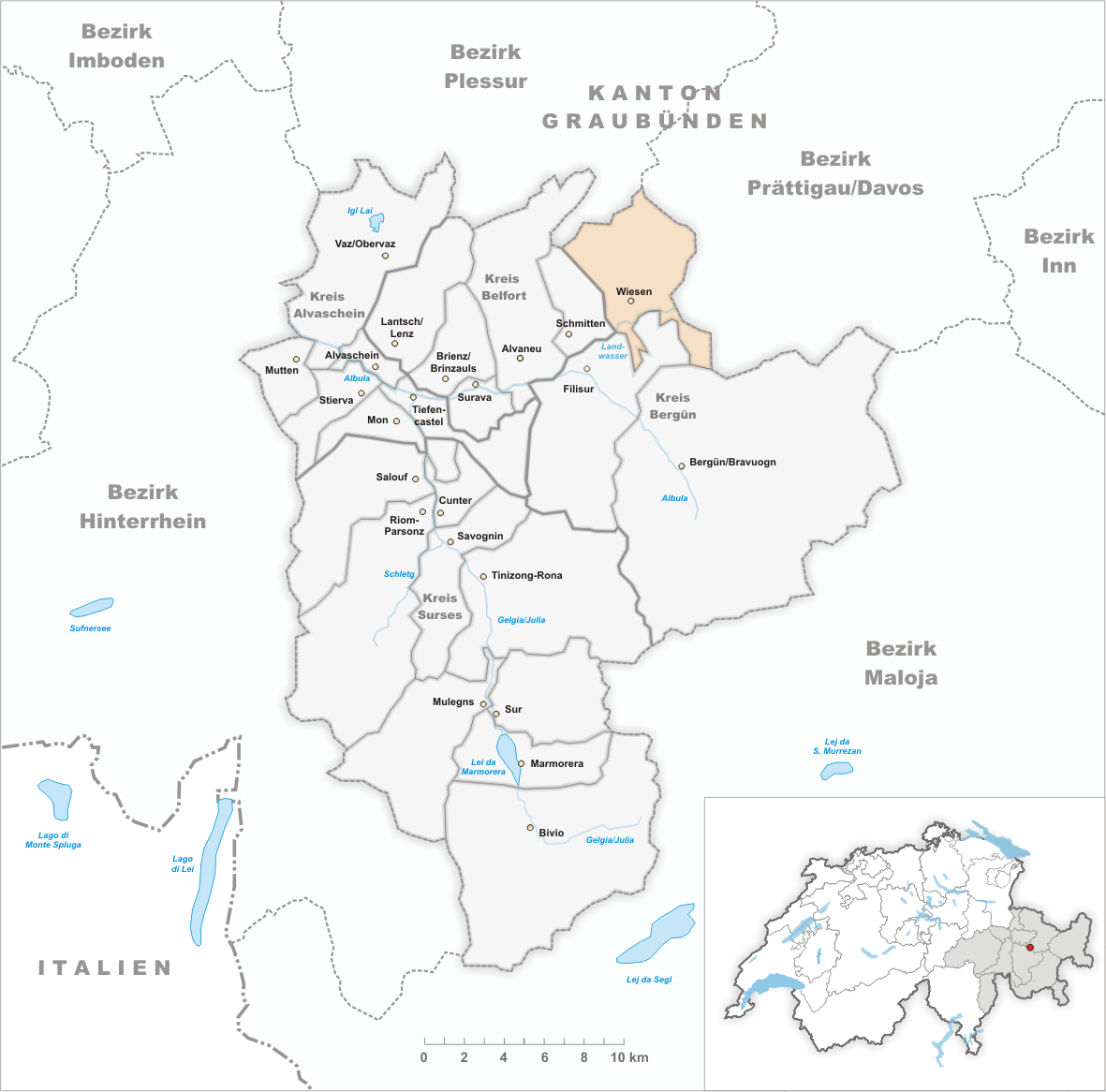
Gemeindestand vor der Fusion am 1. Januar 2009

Davos Wiesen (im walserischen Ortsdialekt an de Wise [andə ˈʋɪʓə], rätoromanisch Tainⓘ) ist eine Ortschaft (bis Ende 2018 eine Fraktionsgemeinde) in der Gemeinde Davos im Bezirk Prättigau-Davos des Schweizer Kantons Graubünden.

## Geographie
Wiesen liegt zwischen Tiefencastel und Davos hoch über dem Landwasser, am Südosthang des Aroser Rothorns, in geschützter und sonniger Lage. Nachbargemeinden waren vor der Fusion mit Davos Schmitten (Albula), Filisur, Bergün/Bravuogn, Davos und Arosa.

## Geschichte
Im 13. Jahrhundert liessen sich in Wiesen Walser auf diesem nur vereinzelt von Romanen besiedelten Gebiet nieder. Allmählich entwickelte sich ein Terrassendorf mit mehreren Siedlungsschwerpunkten. Die Wiesner Alp gilt heute als eine der bedeutendsten Alpen des Kantons.
Die hohe Gerichtsbarkeit hatten bis 1338 die Vazer inne. Die Herrschaft Belfort (ab 1436 im Zehngerichtenbund) kam über die Toggenburger, Montforter und Matscher 1477 an Österreich, dessen Rechte von den Wiesnern 1652 ausgekauft wurden.
Die Kapelle St. Nikolaus wird 1447 erwähnt, die Kirche vor 1500. Im 16. Jahrhundert schloss sich die Gemeinde der Reformation an. Die Ablösung von Alvaneu erfolgte erst 1553 mit der Reformation. Spannungen mit den weiterhin katholischen Nachbargemeinden Schmitten oder Alvaneu blieben lange erhalten. 1613 bis 1851 war Wiesen eine der drei Nachbarschaften des Halbgerichts Inner-Belfort, das ein eigenes niederes Gericht mit freier Ammannwahl bildete. Ab 1851 gehörte Wiesen zum damals neu gebildeten Kreis Bergün.
Wiesen lebte vor allem von der Viehzucht und von wenig Ackerbau. Nach dem Bau der Landwasserstrasse 1870–1873 stieg das Dorf zum Luftkurort auf. 1909 wurde der Ort mit der Bahnlinie Davos–Filisur der Rhätischen Bahn erschlossen, was den Bau des Wiesener Viaduktes notwendig machte. Der Ort verfügt über eine umfangreiche Parahotellerie; viele seiner Einwohner pendeln seit der Eröffnung des Landwassertunnels 1974 nach Davos.
Der deutsche Maler Ernst Ludwig Kirchner lebte zeitweise in Davos und malte einige Motive der Gemeinde Wiesen, unter anderem sein letztes grosses Werk Die Brücke bei Wiesen, das er im Jahr 1926 fertigstellte.
Per 1. Januar 2009 fusionierte die Gemeinde Wiesen mit der Gemeinde Davos, nachdem die Fusion in beiden Gemeinden in einer Volksabstimmung gutgeheissen worden war. Mit der Fusion erfolgte auch der Übertritt vom Bezirk Albula zum Bezirk Prättigau-Davos.

## Bevölkerung
| Jahr      | 1803 | 1850 | 1900 | 1950 | 1980 | 1990 | 2000 | 2005 | 2007 |
| --------- | ---- | ---- | ---- | ---- | ---- | ---- | ---- | ---- | ---- |
| Einwohner | 188  | 211  | 183  | 240  | 225  | 302  | 301  | 347  | 364  |

### Sprachen
In Davos Wiesen spricht man trotz der romanischen Nachbarschaft seit dem Mittelalter Deutsch, da die Bewohner von Davos zugewanderte Walser sind. Die Sprachsituation in den letzten Jahrzehnten zeigt untenstehende Tabelle:
| Sprachen         | Volkszählung 1980 | Volkszählung 1980 | Volkszählung 1990 | Volkszählung 1990 | Volkszählung 2000 | Volkszählung 2000 |
| Sprachen         | Anzahl            | Anteil            | Anzahl            | Anteil            | Anzahl            | Anteil            |
| ---------------- | ----------------- | ----------------- | ----------------- | ----------------- | ----------------- | ----------------- |
| Deutsch          | 213               | 94,67 %           | 290               | 96,03 %           | 292               | 97,01 %           |
| Bündnerromanisch | 7                 | 3,11 %            | 5                 | 1,66 %            | 5                 | 1,66 %            |
| Italienisch      | 1                 | 0,44 %            | 1                 | 0,33 %            | 0                 | 0,00 %            |
| Einwohner        | 225               | 100,00 %          | 302               | 100,00 %          | 301               | 100,00 %          |

### Herkunft und Nationalität
Von den Ende 2005 347 Bewohnern waren 276 (= 79,54 %) Schweizer Staatsangehörige.

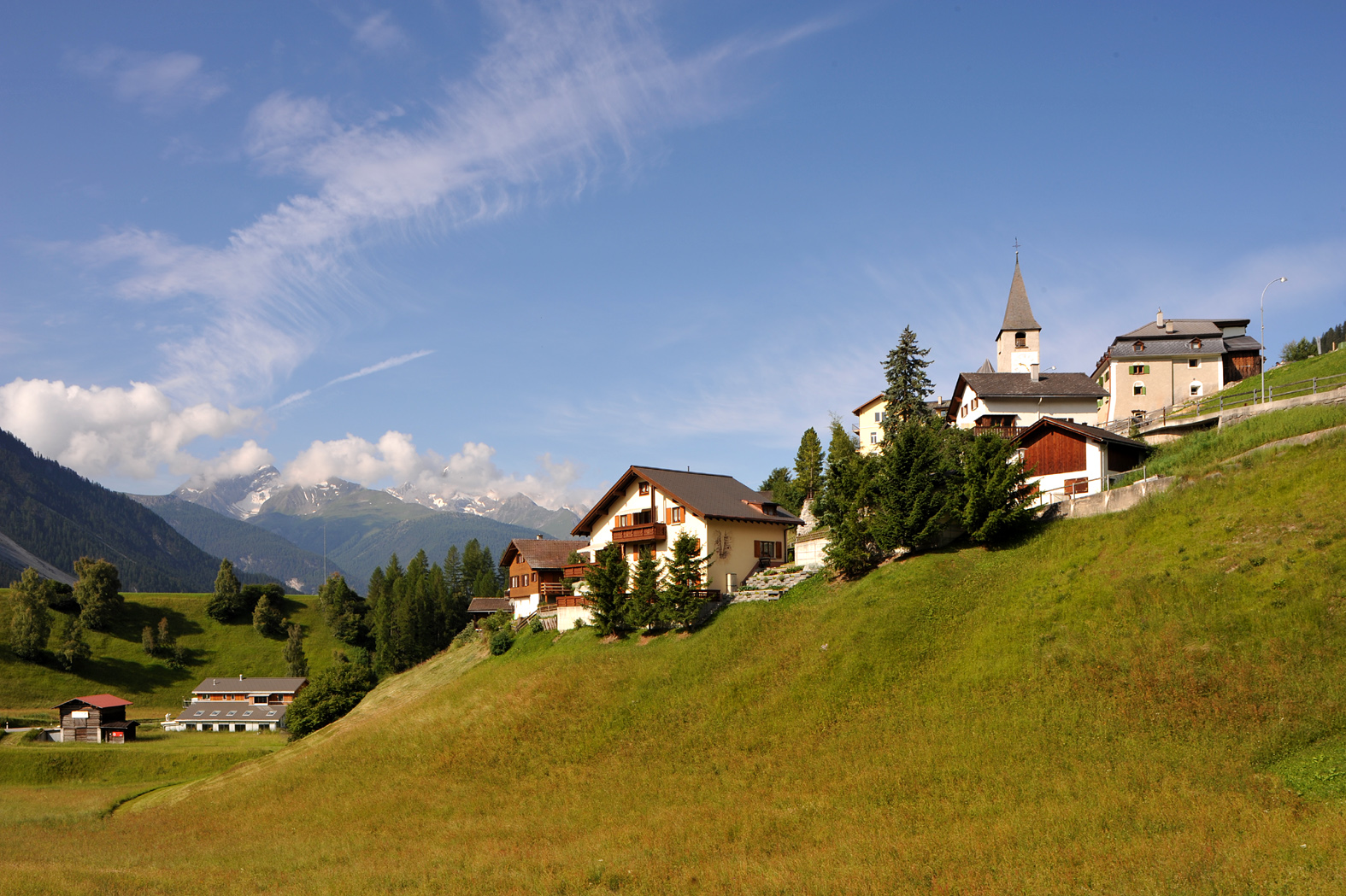
Westlicher Dorfteil
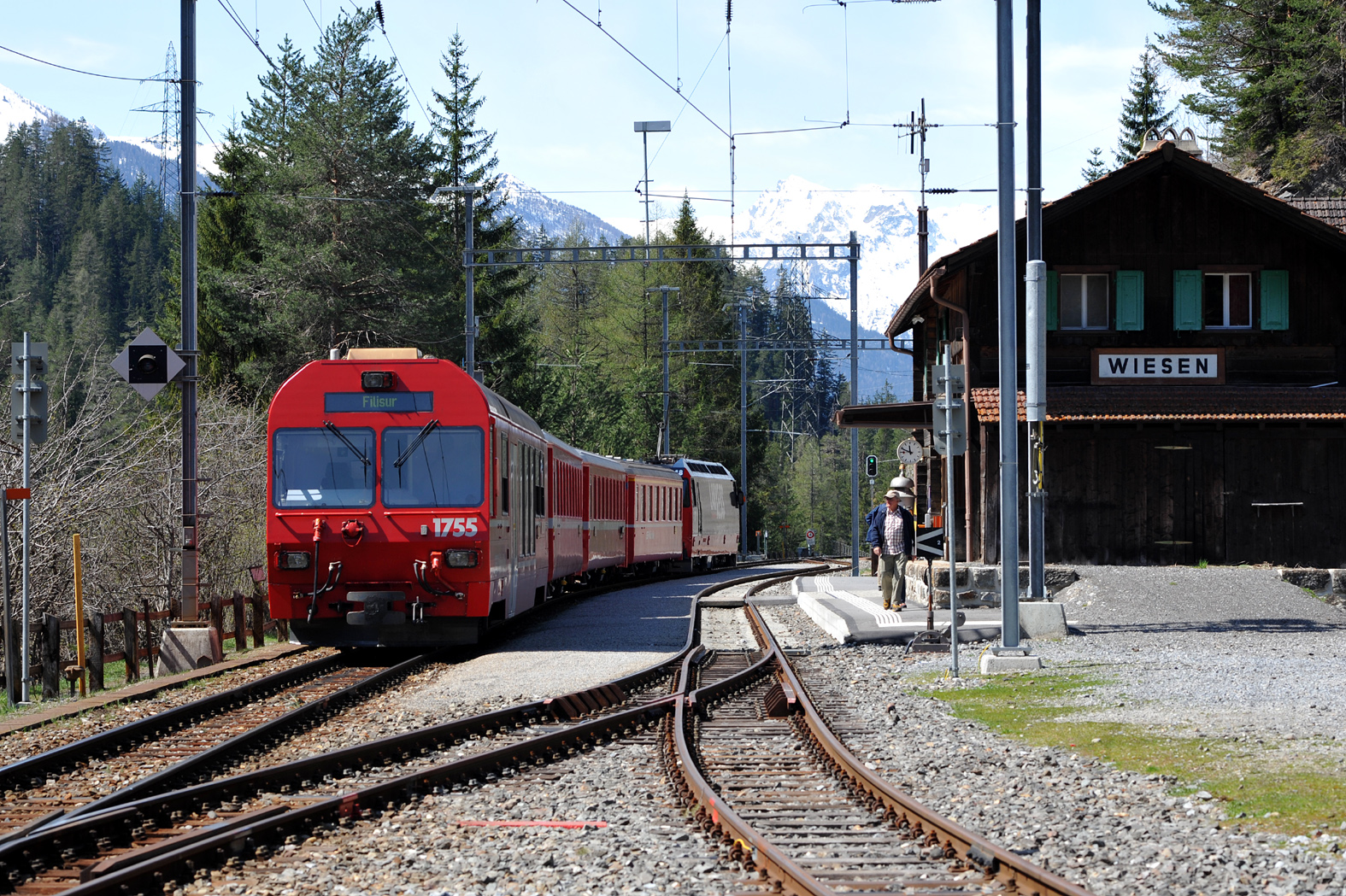
Station Davos Wiesen
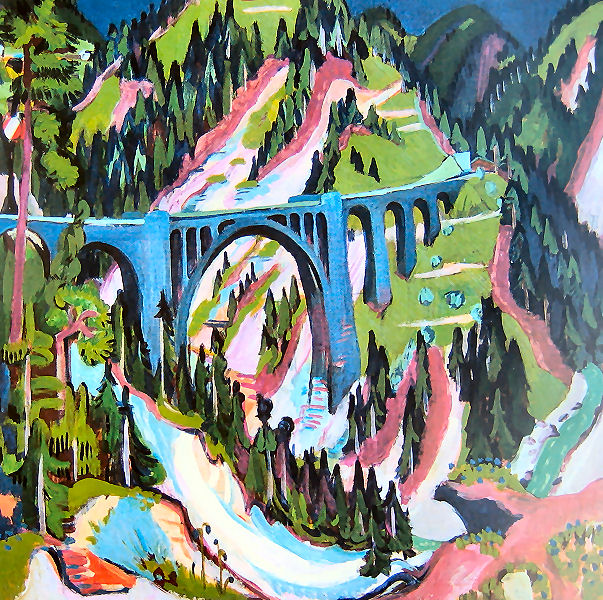
Ernst Ludwig Kirchner: Die Brücke bei Wiesen (1926)

## Sehenswürdigkeiten
- spätgotische reformierte Kirche, erbaut zwischen 1490 und 1499, mit Wandmalereien, Turm vielleicht von 1553; renoviert 1705, 1904 und 1985.
- Wiesener Viadukt der Rhätischen Bahn, 1906–1908, Ingenieur Hans Studer.[2]